# Xhejn & Enxhi Kumrija
Xhejn & Enxhi Kumrija är en albansk systerduo bestående av Enxhi Kumrija och Xhejn Kumrija. De deltog i Festivali i Këngës 2012 och 2013.

## Karriär
Enxhi & Xhejn föddes på 1990-talet i Tirana. Xhejn föddes 1 december 1992. De inledde sin karriär som duo 2011 då de deltog i den första säsongen av The Voice of Albania. 2012 deltog de i musiktävlingen Hit Fest som arrangerades av Radio Televizioni Shqiptar (RTSH). De tävlade med låten "Nën lekurë" och vann tävlingen. Efter tävlingen fick de ställa upp i Festivali i Këngës 51, Albaniens uttagning till Eurovision Song Contest 2013. De deltog med bidraget "Arti i një fund" som de själva skrivit och komponerat. De tog sig till finalen av tävlingen, där de fick 2 poäng av domarna vilket räckte till en 13:e plats. 
Våren 2013 debuterade de i Top Fest med låten "S'jemi më në" men de tog sig inte vidare i tävlingen. I december 2013 ställde de upp i Festivali i Këngës 52 med låten "Kur qielli qan" som de likt året dessförinnan själva skrivit och komponerat. I finalen fick de 28 poäng av juryn och slutade 6:a bakom segrande Hersiana Matmuja.
I december 2014 deltog de i Festivali i Këngës 53. Deras bidrag hette "Njëri" och de skrev själva och komponerade låten. De tog sig inte vidare till tävlingens final med bidraget.

## Diskografi

### Singlar
- 2012 – "Nën lekurë"
- 2012 – "Arti i një fund"
- 2013 – "S'jemi më në"
- 2013 – "Kur qielli qan"
- 2014 – "Njëri"